# Podensac
Podensac je francouzská obec v departementu Gironde v regionu Akvitánie. V roce 2009 zde žilo 2 619 obyvatel. Je centrem kantonu Podensac.